# Another Level
Another Level war eine britische Pop-, Soul- und R&B-Band aus den späten 1990er Jahren. Die Mitglieder waren Wayne Williams (* 19. Januar 1978), Mark Baron (* 17. August 1974), Dane Bowers (* 28. November 1979) und Bobak Kianoush (* 1. November 1978).

## Geschichte
Williams und Bowers kannten sich von der The London School for Performing Arts & Technology, in deren Umfeld sie begannen, gemeinsam Musik zu machen. Der Rapper Jay-Z nahm sie für sein Label Northwestside unter Vertrag. An der Debütplatte waren der Produzent von Mary J. Blige, Gordon Chambers, und die Produzentin von En Vogue, Andrea Martin, beteiligt.
Another Level starteten ihre Karriere mit dem Lied Be Alone No More, das im Februar 1998 bis auf den sechsten Platz der britischen Charts vorrückte. Die zweite Single, Freak Me, eine Coverversion eines US-Nummer-eins-Hits der Gruppe Silk von 1993, stieg im Juli des Jahres auf dem ersten Platz der UK-Charts ein. Die Band erhielt dafür den MOBO Best Single Award. Das Lied From the Heart vom Soundtrack Notting Hill machte Another Level schließlich in ganz Europa bekannt. Another Level traten im Vorprogramm der letzten Michael-Jackson-Tour auf. 
Die Band trennte sich im Jahr 2000. Soloprojekte von Wayne Williams und Dane Bowers waren kommerziell nicht erfolgreich.

## Diskografie

### Studioalben
| Jahr | Titel         | Höchstplatzierung, Gesamtwochen, AuszeichnungChartsChartplatzierungen (Jahr, Titel, Platzierungen, Wochen, Auszeichnungen, Anmerkungen) | Anmerkungen                              |
| Jahr | Titel         | UK | Anmerkungen                              |
| ---- | ------------- | --- | ---------------------------------------- |
| 1998 | Another Level | UK13 Platin · (27 Wo.)UK | Erstveröffentlichung: 9. November 1998   |
| 1999 | Nexus         | UK7 Gold · (16 Wo.)UK | Erstveröffentlichung: 13. September 1999 |

### Kompilationen / Remixalben
- 1999: Another Level Remixed
- 2002: Love Songs
- 2002: From the Heart – Greatest Hits

### Singles
| Jahr | Titel Album                                    | Höchstplatzierung, Gesamtwochen, AuszeichnungChartplatzierungen (Jahr, Titel, Album, Platzierungen, Wochen, Auszeichnungen, Anmerkungen) | Höchstplatzierung, Gesamtwochen, AuszeichnungChartplatzierungen (Jahr, Titel, Album, Platzierungen, Wochen, Auszeichnungen, Anmerkungen) | Höchstplatzierung, Gesamtwochen, AuszeichnungChartplatzierungen (Jahr, Titel, Album, Platzierungen, Wochen, Auszeichnungen, Anmerkungen) | Anmerkungen                                                  |
| Jahr | Titel Album                                    | DE | CH | UK | Anmerkungen                                                  |
| ---- | ---------------------------------------------- | --- | --- | --- | ------------------------------------------------------------ |
| 1998 | Be Alone No More Another Level                 | — | — | UK6 Silber · (11 Wo.)UK | Erstveröffentlichung: 16. Februar 1998                       |
| 1998 | Freak Me Another Level                         | DE75 (7 Wo.)DE | — | UK1 Platin · (13 Wo.)UK | Erstveröffentlichung: 6. Juli 1998                           |
| 1998 | Guess I Was a Fool Another Level               | — | — | UK5 (14 Wo.)UK | Erstveröffentlichung: 26. Oktober 1998                       |
| 1999 | I Want You for Myself Another Level            | — | — | UK2 (12 Wo.)UK | Erstveröffentlichung: 11. Januar 1999 feat. Ghostface Killah |
| 1999 | Be Alone No More (Remix) Another Level Remixed | — | — | UK11 (12 Wo.)UK | Erstveröffentlichung: 29. März 1999 feat. Jay-Z              |
| 1999 | From the Heart Nexus                           | DE29 (14 Wo.)DE | CH18 (7 Wo.)CH | UK6 Silber · (15 Wo.)UK | Erstveröffentlichung: Mai 1999                               |
| 1999 | Summertime Nexus                               | — | — | UK7 (10 Wo.)UK | Erstveröffentlichung: August 1999 feat. TQ                   |
| 1999 | Bomb Diggy Nexus                               | — | — | UK6 (12 Wo.)UK | Erstveröffentlichung: November 1999                          |

Weitere Singles
- 1999: Holding Back the Years (Original: Simply Red)
- 2000: Whatever You Want

## Auszeichnungen für Musikverkäufe
| Goldene Schallplatte - Neuseeland - 1998: für die Single Freak Me - Niederlande - 1998: für die Single Freak Me |

Anmerkung: Auszeichnungen in Ländern aus den Charttabellen bzw. Chartboxen sind in ebendiesen zu finden.
| Land/RegionAuszeichnungen für Musikverkäufe (Land/Region, Auszeichnungen, Verkäufe, Quellen) | Silber     | Gold     | Platin     | Verkäufe  | Quellen                   |
| -------------------------------------------------------------------------------------------- | ---------- | -------- | ---------- | --------- | ------------------------- |
| Neuseeland (RMNZ)                                                                            | —          | Gold1    | —          | 5.000     | aotearoamusiccharts.co.nz |
| Niederlande (NVPI)                                                                           | —          | Gold1    | —          | 50.000    | nvpi.nl                   |
| Vereinigtes Königreich (BPI)                                                                 | 2× Silber2 | Gold1    | 2× Platin2 | 1.400.000 | bpi.co.uk                 |
| Insgesamt                                                                                    | 2× Silber2 | 3× Gold3 | 2× Platin2 |           |                           |